# 謝瑀 (明朝)
謝瑀，字叔和，福建福州府闽清县人，明朝政治人物，同進士出身。

## 生平
正统十二年（1447年），福建丁卯乡试中舉。景泰五年（1454年）登甲戌科進士，授戶部主事，累升廣東左參政。弘治元年（1488年），升广东右布政使。